# 王克俊 (1908年)
王克俊（1908年—1985年6月1日），又名明德，男，山西临猗人，中国近代政治人物。国民革命军中将。

## 生平
王克俊于1930年毕业于山西省第一师范，后进入傅作义办的绥远省区长训练所。此后曾任区长、绥远省政府函电组主任，并参与了1936年绥远抗战。抗日战争爆发后，历任国民革命军第七集团军总部、第八战区副长官部机要室主任，三民主义青年团绥远支团书记，第十二战区长官部秘书长、张垣绥靖公署秘书长等职。1948年起，任华北剿匪总司令部秘书长、政工处长，跟随傅作义参与了“北平和平解放”。
中华人民共和国成立后，曾任绥远省军区副政治委员、绥远省军政委员会委员兼秘书长等，并随中国人民志愿军参加过朝鲜战争。此后又任华北行政委员会贸易局储运处长。他还是第二至四届全国政协委员，第五、六届全国政协常委。